# Janusz Jastrzębowski
Janusz Jastrzębowski (ur. 1 października 1972 w Mławie) – polski perkusista. 
Pierwszy album zatytułowany The Personal Fragment of Life Jastrzębowski nagrał w 1993 roku z zespołem Neolithic. W latach późniejszych nagrał z grupą albumy For Destroy The Lament i Neolithic. W tym okresie zafascynowany muzyką progresywną powołał zespół Space Avenue. 
Następnie współpracował z grupami Groan, Carnal, Yahatra i Prozak. W 2006 roku dołączył do formacji Closterkeller. 2 marca 2009 roku wydał z zespołem DVD zatytułowane Act IV. Tego samego roku w studiu Izabelin nagrał ósmy album formacji pt. Aurum. Wydawnictwo ukazało się 18 września 2009 nakładem firmy Universal Music Polska. W 2011 roku z powodu zobowiązań zawodowych i rodzinnych muzyk opuścił Closterkeller.

## Instrumentarium
| Starclassic Maple/Black Silver Racing Stripe - 18"x22" Bass Drum - 8"x10" Tom Tom - 9"x12" Tom Tom - 14"x16" Floor Tom - 5.5"x14" Snare Drum - 3.25"x14" Snare Drum Pałki perkusyjne - Pro-Mark TX420N | Osprzęt - Black Nickel Shell Hardware - Monolit Czarcie Kopyto Talerze perkusyjne - 13" Sabian HHX Groove Hats - 17" Sabian AAX Stage Crash - 18" Sabian HHX Stage Crash - 22" Sabian HH Rock Ride - 17" Sabian AAXtreme Chinese - 12" Sabian Stax |

## Dyskografia
| Neolithic - The Personal Fragment of Life (1993, Kassandra Promotion) - For Destroy The Lament (1996, Adipocere Records) - Neolithic (1997, Mystic Production) | Closterkeller - Act IV (2 marca 2009, Złoty Melon Sp. z o.o.) - Aurum (18 września 2009, Universal Music Group) |